# Agrotis picata
Agrotis picata är en fjärilsart som beskrevs av Köhler 1968. Agrotis picata ingår i släktet Agrotis och familjen nattflyn. Inga underarter finns listade i Catalogue of Life.